# Paraphareus tatei
Paraphareus tatei – gatunek kosarza z podrzędu Laniatores i rodziny Stygnidae. Jedyny znany przedstawiciel monotypowego rodzaju Paraphareus.

## Występowanie
Gatunek wykazany z masywu Roraimy na pograniczu Gujany i Wenezueli.